# 50-й стрелковый корпус
50-й стрелковый корпус (50ск) — общевойсковое формирование (соединение, стрелковый корпус) РККА, в вооружённых сил СССР во время Советско-финляндской войны 1939—1940 гг. и Великой Отечественной войны.

## 1-е формирование

### История
Корпус был сформирован в ходе развёртывания Советских Вооружённых Сил в 1939—1940 гг., по штатам военного времени в период «больших учебных сборов», в Ленинградском военном округе (ЛВО). Каждый полк стрелковой дивизии мирного времени, пополненный приписным составом, развёртывался в самостоятельную стрелковую дивизию. Корпус принимал участие в советско-финляндской войне (Зимней войне), в действующей армии, в период c 30.11.1939 г. по 13.03.1940 г..

30 ноября 1939 года командующий 7-й Армией командарм 2-го ранга В. Ф. Яковлев располагал двумя стрелковыми и одним танковым корпусом. Корпуса должны были наступать по двум стратегически важным направлениям: выборгскому и кексгольмскому. 19-й стрелковый корпус комдива Старикова (24, 138, 70-я стрелковые дивизии, 20-я танковая бригада) наступал на Выборг. Корпус был усилен двумя гаубично-артиллерийскими полками и одним корпусным артиллерийским полком. 50-й стрелковый корпус комдива Гореленко (142-я и 90-я стрелковые дивизии, 35-я легкотанковая бригада) при поддержке двух приданных полков РГК наступал на Кякисалми.— 
20 февраля 1940 года в состав 50 ск из резерва 7-й армии вошла 51-я стрелковая дивизия.
Во время Великой Отечественной войны 50 ск в Действующей армии с 22.06.1941 года по 03.08.1941 года.
На 22 июня полевое управление корпуса дислоцировалось в Выборге, части корпуса занимали район Выборга, Хейнийоки (Вещево), Перкярви (Кирилловское), в 30-60 километрах от госграницы. К 26 июня соединения корпуса заняли район прикрытия государственной границы от Финского залива до озера Суокуман близ Энсо. Район от Финского залива до железной дороги Выборг — Симола заняли части 123-й стрелковой дивизии, далее 43-я стрелковая дивизия. Общая протяжённость полосы обороны, занимаемой корпусом составляла 80 километров. Севернее располагались части 19-го стрелкового корпуса.
70-я стрелковая дивизия была изъята из состава корпуса сначала в армейское подчинение, а затем направлена на южные подступы к Ленинграду.
Перед корпусом стояла задача прикрывать, как казалось, главное возможное направление удара финских войск по кратчайшему пути к Ленинграду. В связи с этим корпус был значительно усилен: в полосе его обороны также оборонялись Выборгский укреплённый район; 101-й, 108-й и 519-й гаубичные артиллерийские полки РГК; 109-й отдельный моторизованный инженерный батальон, 43-я электротехническая рота, 5-й (без одной погранкомендатуры) и 33-й погранотряды.
Корпус начал боевые действия 29 июня действиями подразделений 43-й стрелковой дивизии, отбившими у врага Энсо. После этого вплоть до 31 июля особой активности на участке корпуса не было. 31 июля финские части перешли в наступление между частями 19-го стрелкового корпуса и 43-й стрелковой дивизии, прорвали оборону корпуса и создали угрозу выхода в тыл корпуса. 5 августа силами 43-й стрелковой дивизии был организован контрудар, который успеха не принёс. В целом, части корпуса, несколько уступив, держали позиции до 20 августа, когда им был отдан приказ подорвать укрепления и отходить к Выборгу. 43-я стрелковая дивизия отходила в Выборг и севернее его. 123-я стрелковая дивизия приняла участие в контрударе на Вуоксу 24-28 августа, но безуспешно, попала в окружение, была расчленена. 272 сп дивизии с боями отошёл на Сяйние, присоединился к 43 сд, вместе с ней вырвался из окружения в Полрлампи на Койвисто, откуда был эвакуирован в Ленинград. 255 сп и 245 сп с тяжёлыми боями отходили по Средневыборгскому шоссе на Усикирко-Терийоки, 1 сентября вышли в расположение наших войск в районе Дибуны-Песочная.
Но собственно само корпусное управление уже в середине июля убыло в Красногвардейск, было официально расформировано уже 3 августа и обращено на формирование управления 42-й армии.

### Полное наименование
50-й стрелковый корпус

### Боевой состав
| Дата       | Фронт                       | Армия      | В составе (стрелковые)                                                   | Другие части, в том числе приданные | Примечания                                                           |
| ---------- | --------------------------- | ---------- | ------------------------------------------------------------------------ | --- | -------------------------------------------------------------------- |
| 22.06.1941 | Ленинградский военный округ | 23-я армия | 43-я стрелковая дивизия 70-я стрелковая дивизия 123-я стрелковая дивизия | 24-й корпусной артиллерийский полк 241-й отдельный зенитный артиллерийский дивизион 485-й отдельный зенитный артиллерийский дивизион 183-й отдельный батальон связи 234-й отдельный сапёрный батальон 468-я полевая почтовая станция | -                                                                    |
| 01.07.1941 | Северный фронт              | 23-я армия | 43-я стрелковая дивизия 123-я стрелковая дивизия                         | 24-й корпусной артиллерийский полк 241-й отдельный зенитный артиллерийский дивизион 485-й отдельный зенитный артиллерийский дивизион 183-й отдельный батальон связи 234-й отдельный сапёрный батальон 468-я полевая почтовая станция | -                                                                    |
| 10.07.1941 | Северный фронт              | 23-я армия | 43-я стрелковая дивизия 123-я стрелковая дивизия                         | 24-й корпусной артиллерийский полк 241-й отдельный зенитный артиллерийский дивизион 485-й отдельный зенитный артиллерийский дивизион 183-й отдельный батальон связи 234-й отдельный сапёрный батальон 468-я полевая почтовая станция | -                                                                    |
| 01.08.1941 | -                           | -          | -                                                                        | - | нет данных, вероятно управление корпуса подчинялось Северному фронту |

### Командование

#### Командиры корпуса
- С 19 августа 1939 по май 1940 — комбриг, с 04.11.1939 комдив, с 23.03.1940  комкор Гореленко, Филипп Данилович
- 09.05.1940 - хх.08.1940 — комдив, с 04.6.1940 генерал-майор Зайцев, Пантелеймон Александрович
- Щербаков Владимир Иванович (с 17.01.1941 по 04.08.1941), генерал-майор

#### Начальники штаба
- Беляев Николай Иванович — 08.1940 - 05.08.1941

#### Военные комиссары
- Семёнов Сергей Петрович (август 1939 года — июнь 1940), бригадный комиссар[2]

## 2-е формирование

### История
Управление корпуса формировалось в Москве в мае-июне 1943 года.
В действующей армии с 04.07.1943 года по 11.05.1945 года.
В середине июня штаб и штабные подразделения отбыли из Москвы и прибыли в село Малая Рыбица, в юго-западной части Курской дуги, северо-восточнее города Сумы.
В Курской битве части корпуса непосредственного участия не принимали, так как основной удар войск противника был направлен восточнее расположения корпуса. С переходом советских войск в общее наступление, части корпуса, преследуя отходящего противника наступают южнее города Сумы. В ходе наступления части корпуса участвовали в освобождении городов Сумы (02.09.1943), Ромны (16.09.1943), Прилуки (18.09.1943)
Передовые части корпуса к 23.09.1943 года подошли к Днепру и в конце сентября 1943 года форсировали его в разных местах севернее Киева, где-то удачно, где-то менее удачно, в конце концов части корпуса переправились на Лютежский плацдарм или объединили свои плацдармы с Лютежским.
В течение октября 1943 года части корпуса ведут бои за расширение Лютежского плацдарма на Днепре, севернее Киева. С 03.11.1943 корпус перешёл в наступление в ходе Киевской наступательной операции в общем направлении на Святошино с целью расчленить группировку противника в северном секторе обороны Киева. Непосредственно перед корпусом стояла задача нанести главный удар своим левым флангом в направлении Дачи Пуща-Водица, станция Беличи, развернув 74-ю стрелковую дивизию для прикрытия правого фланга от удара противника по восточному берегу реки Ирпень. Окружив и уничтожив противника в районе Мостище, Дачи Пуща-Водица, корпус должен был к исходу первого дня выйти главными силами на рубеж Беличи, Берковец, затем развивать наступление на Святошино, Жуляны, Пирогово и, достигнув к исходу третьего дня операции линии Вита-Почтовая, Кременище, Лесники, Пирогово, находиться в готовности развивать наступление в направлении Германовки.
В ходе операции части корпуса 04.11.1943 подверглись массированным контратакам в районе Дачи Пуща-Водица, вынуждены были несколько отойти. 05.11.1943 корпус вышел на линию Жуляны, Софиевская Борщаговка, Никольская Борщаговка, западная окраина Киева, а его 163-я стрелковая дивизия вела бои уже непосредственно в Киеве. На 06.11.1943 штаб корпуса уже находился в Святошино.
Затем, после освобождения Киева, части корпуса продолжили наступление в южном и юго-западном направлении от Киева, 09.11.1943 года ввязались в ожесточённейшие, сначала наступательные, а затем и оборонительные бои в районе Фастова и Фастовца. Корпусу была передана 33-я пушечная артиллерийская бригада и ряд других соединений для поддержки, а сам корпус 13.11.1943 придан 3-й танковой армии на которую возлагалась оборона района Фастова с задачей не допустить прорыва противника в северном и северо-восточном направлениях. Части корпуса, сменив части 69-й мотострелковой бригады, заняли оборону непосредственно под Фастовом.
Из того же района корпус начал наступление в ходе Житомирско-Бердичевской операции, наступал на юго-восток, в направлении на Белую Церковь, отсекая войска противника, оборонявшиеся южнее Фастова. В ходе операции части корпуса участвуют в освобождении городов Сквира (29.12.1943), Белая Церковь (04.01.1944).
Продолжая наступление на юг, корпус к 12.01.1944, переправившись через реки Рось и Горный Тикич вышел на подступы к Умани, однако был отброшен назад за Горный Тикич.
В ходе Корсунь-Шевченковской операции держит оборону с северного фланга наступающей к Корсунь-Шевченковскому деблокирующей группировки.
На 04.03.1944 занимал позиции на участке Зарудья, Русаловка, перешёл в наступление в ходе Уманско-Ботошанской операции, был введён в прорыв 07.03.1944 в общем направлении на Каменец-Подольский, форсировал Днестр западнее Могилёва-Подольского, затем наступает вдоль южного берега Днестра, 03.04.1944 части корпуса вместе с 44-й гвардейской танковой бригадой овладели сильным опорным пунктом врага — городом Хотином, а 05.04.1944 — городом Дорохой, позднее форсировал Серет и затем перешёл к обороне.
В ходе Ясско-Кишинёвской операции обеспечивает в составе армии правый фланг наступающей группировки. так, в период 17-29.08.1944 года ведёт бои в районе населённых пунктов Мардзина, Поени, Путна (40 километров севернее города Кымпулунг), вышел в предгорья Восточных Карпат. В сентябре 1944 года ведёт бои на территории Румынии у населённых пунктов Виков Верхний, Фюрстентам (15 километров юго-западнее города Рэдэуци, 01.10.1944 севернее города Орадя, затем ведёт бои в районе Байя-Маре.
В ходе Дебреценской операции с 06.10.1944 наступает в общем направлении на Чоп с юго-востока, 18.10.1944 принимает участие в освобождении города Сигет 25.10.1944 принимает участие в освобождении города Сату-Маре, был остановлен южнее Чопа.
В ходе Будапештской операции наступает из района северо-восточнее Дебрецена, ведёт бои и затем базируется в Ньиредьхаза, Токае, принимает участие в освобождении города Сиксо (30.11.1944). В течение декабря 1944 ведёт тяжёлое наступление севернее Мишкольца, в районах населённых пунктов Болва, Сирак, Пидьяре (53 километра севернее города Мишкольц). К концу декабря 1944 года вышел на венгерско-чехословацкую границу. С 12.01.1945 возобновил наступление и к 13.02.1945 с ожесточёнными боями вышел в район Брезно, 23.01.1945 приняв участие в освобождении города Ельшава.
В ходе Братиславско-Брновской операции с тяжелейшими боями наступает из района Зволен на Тренчин и затем на Брно, 22-25.03.1945 прорывает оборону у города Банска-Бистрица, затем продвигается по маршруту Нитра, Трнава, Пойсдорф.
С 23.04.1945 наступает между реками Свратка и Йиглава в направлении на западную окраину Брно, 26.04.1945 части корпуса вышли на западную окраину города и приняли участие в полном освобождении города. Затем корпус был передан в 1-ю гвардейскую конно-механизированную группу, устремившуюся к Праге и от Брно на северо-запад через Йиглаву и Бенешов 09.05.1945 начал наступление и вышел к Праге, где и закончил боевые действия.
Управление корпуса расформировано в июне-июле 1945 года.

### Полное наименование
50-й стрелковый Трансильванский корпус

### Боевой состав
| Дата       | Фронт                | Армия                                         | В составе (стрелковые)                                                                                               | Другие части, в том числе приданные                                                             | Примечания |   |
| ---------- | -------------------- | --------------------------------------------- | --- | ----------------------------------------------------------------------------------------------- | ---------- | - |
| 01.08.1943 | Воронежский фронт    | 38-я армия                                    | 167-я стрелковая дивизия 232-я стрелковая дивизия                                                                    | 640-й отдельный батальон связи 2835-я военная почтовая станция                                  |            |   |
| 01.09.1943 | Воронежский фронт    | 38-я армия                                    | 232-я стрелковая дивизия 340-я стрелковая дивизия                                                                    | 640-й отдельный батальон связи 2835-я военная почтовая станция                                  | -          |   |
| 01.10.1943 | Воронежский фронт    | 38-я армия                                    | 71-я стрелковая дивизия 136-я стрелковая дивизия 163-я стрелковая дивизия                                            | 640-й отдельный батальон связи 2835-я военная почтовая станция                                  | -          |   |
| 01.11.1943 | 1-й Украинский фронт | 38-я армия                                    | 163-я стрелковая дивизия 167-я стрелковая дивизия 232-я стрелковая дивизия 340-я стрелковая дивизия                  | 640-й отдельный батальон связи 2835-я военная почтовая станция                                  | -          |   |
| 01.12.1943 | 1-й Украинский фронт | 40-я армия                                    | 74-я стрелковая дивизия 163-я стрелковая дивизия 232-я стрелковая дивизия 240-я стрелковая дивизия                   | 640-й отдельный батальон связи 2835-я военная почтовая станция                                  | -          |   |
| 01.01.1944 | 1-й Украинский фронт | 40-я армия                                    | 74-я стрелковая дивизия 163-я стрелковая дивизия 240-я стрелковая дивизия                                            | 640-й отдельный батальон связи 2835-я военная почтовая станция                                  | -          |   |
| 01.02.1944 | 1-й Украинский фронт | 40-я армия                                    | 4-я гвардейская воздушно-десантная дивизия 38-я стрелковая дивизия 240-я стрелковая дивизия 340-я стрелковая дивизия | 640-й отдельный батальон связи 2835-я военная почтовая станция                                  | -          |   |
| 01.03.1944 | 2-й Украинский фронт | 40-я армия                                    | 4-я гвардейская воздушно-десантная дивизия 240-я стрелковая дивизия                                                  | 640-й отдельный батальон связи 2835-я военная почтовая станция                                  | -          |   |
| 01.04.1944 | 2-й Украинский фронт | 40-я армия                                    | 4-я гвардейская воздушно-десантная дивизия 133-я стрелковая дивизия 163-я стрелковая дивизия                         | 640-й отдельный батальон связи 2835-я военная почтовая станция                                  | -          |   |
| 01.05.1944 | 2-й Украинский фронт | 40-я армия                                    | 74-я стрелковая дивизия 163-я стрелковая дивизия 240-я стрелковая дивизия                                            | 640-й отдельный батальон связи 2835-я военная почтовая станция                                  | -          |   |
| 01.06.1944 | 2-й Украинский фронт | 40-я армия                                    | 74-я стрелковая дивизия 163-я стрелковая дивизия 240-я стрелковая дивизия                                            | 640-й отдельный батальон связи 2835-я военная почтовая станция                                  | -          |   |
| 01.07.1944 | 2-й Украинский фронт | 40-я армия                                    | 74-я стрелковая дивизия 240-я стрелковая дивизия 54-й укреплённый район                                              | 640-й отдельный батальон связи 2835-я военная почтовая станция 428-я полевая авторемонтная база | -          |   |
| 01.08.1944 | 2-й Украинский фронт | 40-я армия                                    | 74-я стрелковая дивизия 240-я стрелковая дивизия 54-й укреплённый район                                              | 640-й отдельный батальон связи 2835-я военная почтовая станция 428-я полевая авторемонтная база | -          |   |
| 01.09.1944 | 2-й Украинский фронт | 40-я армия                                    | 133-я стрелковая дивизия 240-я стрелковая дивизия 54-й укреплённый район                                             | 640-й отдельный батальон связи 2835-я военная почтовая станция 428-я полевая авторемонтная база | -          |   |
| 01.10.1944 | 2-й Украинский фронт | 40-я армия                                    | 240-я стрелковая дивизия 54-й укреплённый район                                                                      | 640-й отдельный батальон связи 2835-я военная почтовая станция 428-я полевая авторемонтная база | -          |   |
| 01.11.1944 | 2-й Украинский фронт | 40-я армия                                    | 133-я стрелковая дивизия 232-я стрелковая дивизия 240-я стрелковая дивизия 54-й укреплённый район                    | 640-й отдельный батальон связи 2835-я военная почтовая станция 428-я полевая авторемонтная база | -          |   |
| 01.12.1944 | 2-й Украинский фронт | 40-я армия                                    | 42-я гвардейская стрелковая дивизия 38-я стрелковая дивизия 240-я стрелковая дивизия 54-й укреплённый район          | 640-й отдельный батальон связи 2835-я военная почтовая станция 428-я полевая авторемонтная база | -          |   |
| 01.01.1945 | 2-й Украинский фронт | 40-я армия                                    | 42-я гвардейская стрелковая дивизия 38-я стрелковая дивизия 240-я стрелковая дивизия 54-й укреплённый район          | 640-й отдельный батальон связи 2835-я военная почтовая станция 428-я полевая авторемонтная база | -          |   |
| 01.02.1945 | 2-й Украинский фронт | 40-я армия                                    | 42-я гвардейская стрелковая дивизия 240-я стрелковая дивизия 54-й укреплённый район                                  | 640-й отдельный батальон связи 2835-я военная почтовая станция 428-я полевая авторемонтная база | -          |   |
| 01.03.1945 | 2-й Украинский фронт | 40-я армия                                    | 42-я гвардейская стрелковая дивизия 133-я стрелковая дивизия 240-я стрелковая дивизия 54-й укреплённый район         | 640-й отдельный батальон связи 2835-я военная почтовая станция 428-я полевая авторемонтная база | -          | - |
| 01.04.1945 | 2-й Украинский фронт |                                               | 42-я гвардейская стрелковая дивизия 6-я стрелковая дивизия 54-й укреплённый район                                    | 640-й отдельный батальон связи 2835-я военная почтовая станция 428-я полевая авторемонтная база | -          |   |
| 01.05.1945 | 2-й Украинский фронт | 2-я гвардейская конно-механизированная группа | 42-я гвардейская стрелковая дивизия 6-я стрелковая дивизия 243-я стрелковая дивизия 54-й укреплённый район           | 640-й отдельный батальон связи 2835-я военная почтовая станция 428-я полевая авторемонтная база | -          |   |

Части управления корпуса:
- 640-й отдельный ордена Красной Звезды[3] батальон связи
- 458-я полевая авторемонтная база
- 2835-я военно-почтовая станция

### Командование
- Мартиросян, Саркис Согомонович (с 25.06.1943 по 24.04.1944), генерал-майор
- Батицкий, Павел Фёдорович (с 25.04.1944 по 27.05.1944), генерал-майор
- Меркулов, Серафим Петрович (с 28.05.1944 по 20.04.1945), генерал-майор
- Таварткиладзе, Николай Тариелович (с 21.04.1945 по 11.05.1945), генерал-майор